# 필립 하젤
필립 하젤(Philip Hazel)은 1995년 Exim 메일 전송 에이전트와 1997년 PCRE 정규식 라이브러리를 작성한 것으로 가장 잘 알려진 컴퓨터 프로그래머이다. 2007년 9월 말에 은퇴할 때까지 케임브리지 대학교 컴퓨팅 서비스에서 근무했다. 2009년 하젤은 2017년에 업데이트한 자신의 컴퓨팅 경력에 대한 자서전 회고록을 썼다.
하젤은 조판 소프트웨어, 특히 "Philip's Music Writer"뿐만 아니라 간단한 마크업을 Exim 매뉴얼에서 사용하기 위해 닥북 XML의 하위 집합으로 변환하고 이 XML에서 포스트스크립트를 생성하는 프로그램으로도 유명하다.

## 출판물
- Hazel, Philip (2001). 《Exim: the Mail Transfer Agent》. O'Reilly Media. ISBN 9780596000981. OCLC 54115766.
- Hazel, Philip (2007). 《The Exim SMTP Mail Server》 2판. UIT Cambridge. ISBN 9780954452971. OCLC 148721785. 2022년 3월 8일에 원본 문서에서 보존된 문서. 2024년 4월 20일에 확인함.
- Hazel, Philip (2017). “From Punched Cards To Flat Screens - A Technical Autobiography” (PDF) 2판.